# U-Bahn-Station Kröpcke

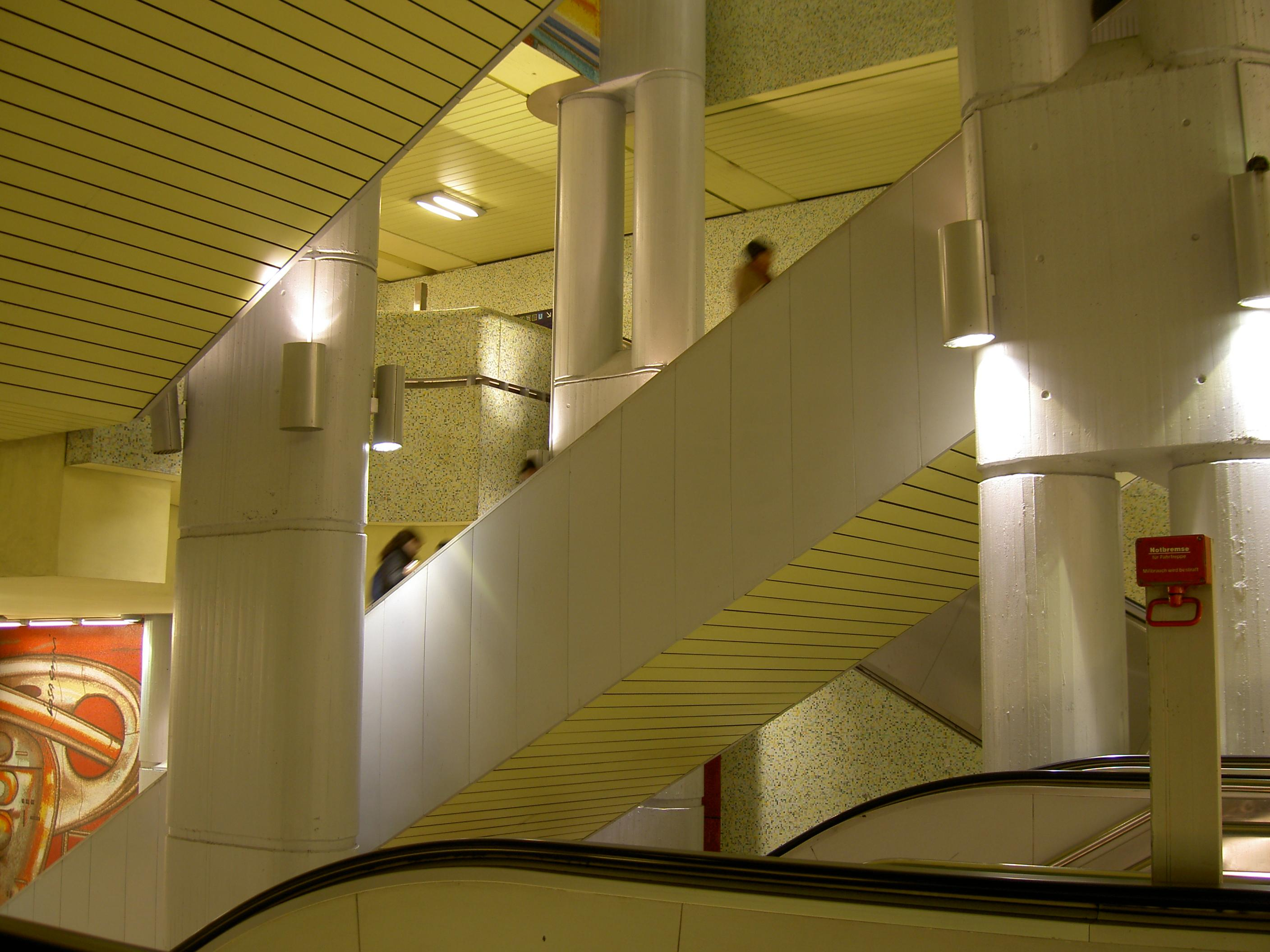
Treppen der U-Bahn-Station Kröpcke

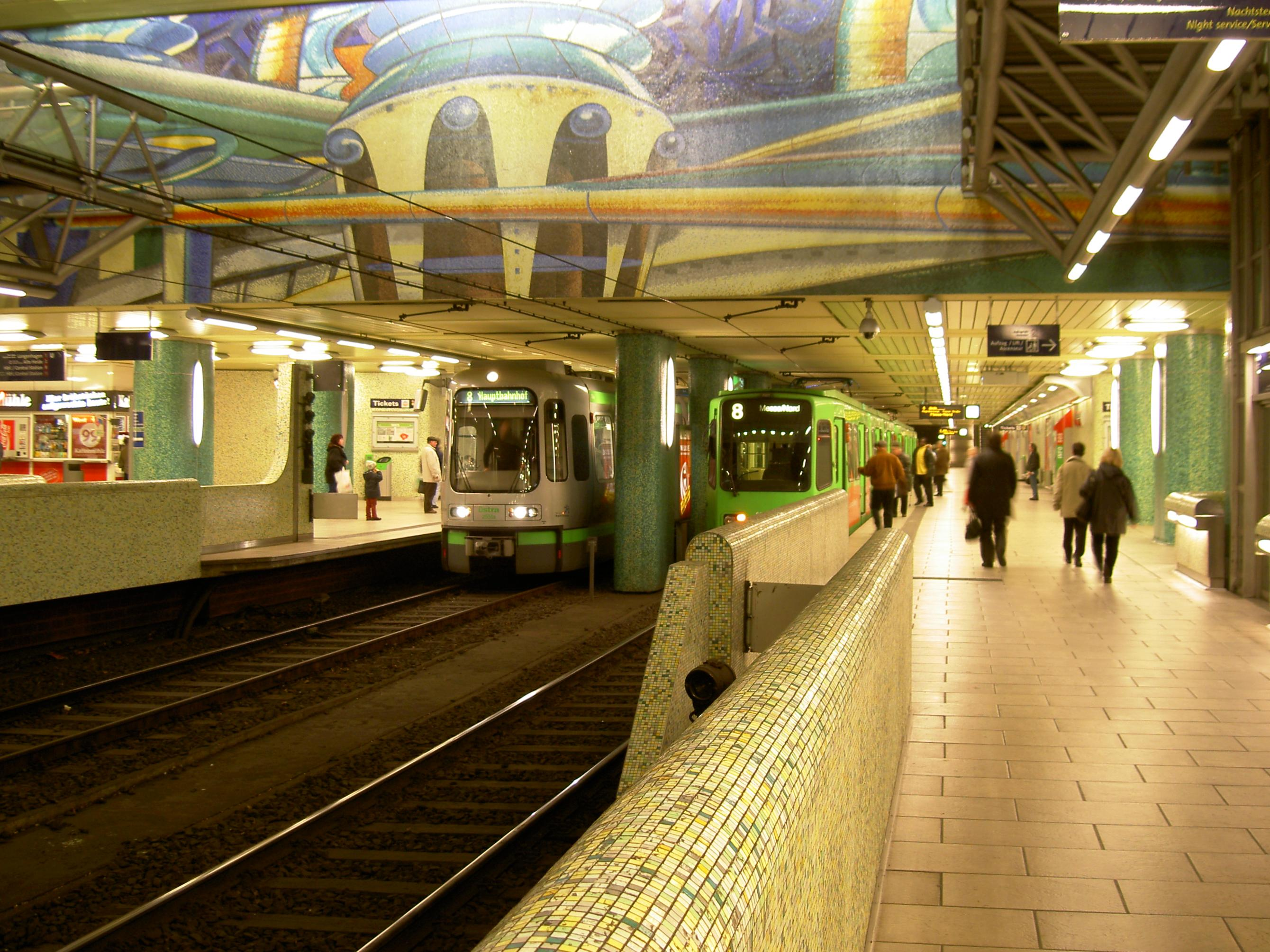
Bahnsteig der B-Strecke

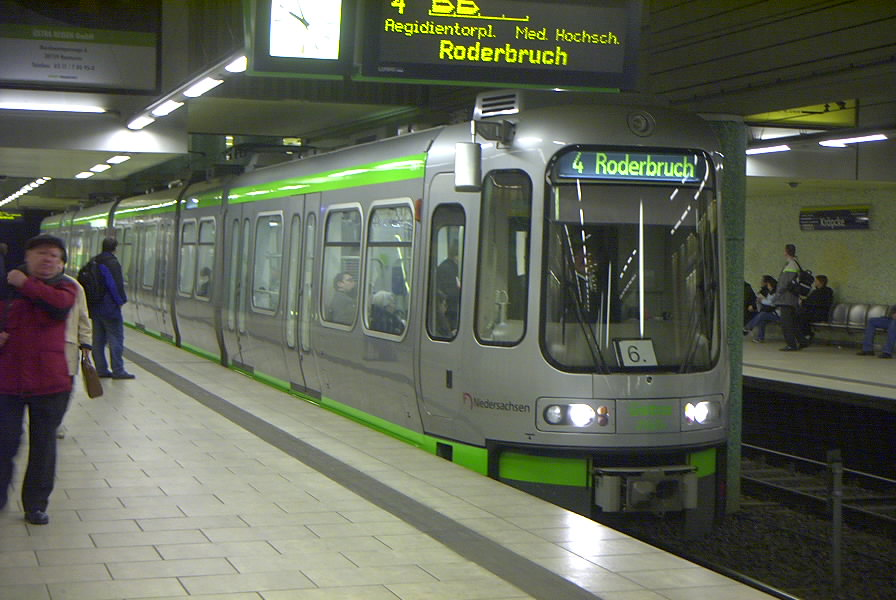
Stadtbahn vom Typ TW 2500 in der U-Bahn-Station Kröpcke

Die U-Bahn-Station Kröpcke ist die wichtigste U-Bahn-Station der Stadtbahn Hannover. Sie ist benannt nach dem zentralen Platz in der hannoverschen Fußgängerzone Kröpcke im Stadtteil Mitte. Hier kreuzen sich die A-, B- und C-Strecken der Stadtbahn. An sechs Bahnsteigen halten die Züge der Linien 1 bis 9, 11 und 13 sowie die Nachtsternverkehrslinie 12. Täglich steigen hier etwa 150 000 Menschen aus, ein oder um.

## Geschichte
Der Bau der Station Kröpcke begann Anfang der 1970er Jahre. Am 26. September 1975 wurden die Bahnsteige der A-Strecke eröffnet. Zunächst verkehrte hier nur die erste Stadtbahnlinie 12 (Oberricklingen–Hauptbahnhof). Am 4. April 1976 wurde die vollständige A-Strecke eröffnet, nunmehr verkehrten die Linien 3 (Oberricklingen–Lahe) und 7 (Oberricklingen–Fasanenkrug). Die Station wurde im Zuge des fortschreitenden Stadtbahnbaus in weiteren Abschnitten eröffnet: Am 27. Mai 1979 wurden die Bahnsteige der B-Strecke eröffnet und am 26. September 1982 erfolgte die Inbetriebnahme der Bahnsteige der C-Strecke.
Zunächst befand sich in der Station die Betriebsleitstelle der Üstra. Diese wurde mittlerweile auf den Betriebshof Glocksee verlagert.
Die Station wurde anlässlich der Expo 2000 im Jahr 1999 grundlegend renoviert. Es wurden Aufzüge eingebaut, so dass alle Bahnsteige barrierefrei erreichbar wurden. Außerdem wurden die Wände nach einem Entwurf des italienischen Designers Massimo Iosa Ghini mit einer 12 000 Quadratmeter großen aus grünen und gelben Glassteinchen bestehenden Glasmosaik-Oberfläche neu gestaltet.
Seit 2001 ist die Infrastrukturgesellschaft Region Hannover Eigentümerin der hannoverschen U-Bahn-Stationen.
Ab Juli 2013 wurde der Aufzug am Bahnsteig der A-Strecke für die Richtung Westen (Empelde, Wettbergen) fahrenden Züge verlängert, so dass er nicht nur wie bisher bis zur −1-Ebene der Niki-de-Saint-Phalle-Promenade reicht, sondern bis zur Straßenebene des Kröpcke, und war daher bis Ende Oktober 2013 außer Betrieb. Um zu verhindern, dass der Aufzug zugeparkt wird und z. B. für Rollstuhlfahrer nicht zugänglich ist, wurde er mit Pollern abgesichert.

## Beschreibung
Die Station ist die tiefste im hannoverschen Netz. In ihr befinden sich die vier längsten Fahrtreppen in Hannover. Mit einer Länge von je etwa 33 m führen sie von der Verteilerebene (−1) zu den beiden Bahnsteigen der C-Strecke (−4).
- Ebene −1
  - Zugangsebene sowie Übergang in die Niki-de-Saint-Phalle-Promenade

- Ebene −2
  - A-Strecke (Linien 3, 7, 9, 12 und  13): je ein Seitenbahnsteig Richtung Hauptbahnhof und Markthalle/Landtag, unter der Karmarschstraße
  - B-Strecke (Linien 1, 2 und 8): je ein Seitenbahnsteig Richtung Hauptbahnhof und Aegidientorplatz, unter der Georgstraße
  - Höhengleicher Übergang zwischen den A-Linien Richtung Hauptbahnhof und den B-Linien Richtung Aegidientorplatz

- Ebene −3
  - Verteilerebene mit Auf- und Abgängen zu den Bahnsteigen der A-, B- und C-Strecke.

- Ebene −4
  - C-Strecke (Linien 4, 5, 6 und 11): je ein Seitenbahnsteig Richtung Steintor und Aegidientorplatz unterhalb der Bahnsteige der B-Strecke.

Verbindungsgleise zwischen den einzelnen Strecken gibt es in der Station Kröpcke nicht. Die nächsten Verbindungen bestehen an der Station Hauptbahnhof zwischen A- und B-Strecke sowie an der Station Aegidientorplatz zwischen B- und C-Strecke.
Auf der nach Westen führenden C-Strecke liegt hinter dem Bahnsteig eine eingleisige Kehranlage. Das Kehrgleis war ursprünglich als Verbindungsgleis zwischen der C- und der nicht verwirklichten D-Strecke vorgesehen. Es sollte Betriebsfahrten zum Betriebshof Glocksee ermöglichen. Die Kehranlage ermöglicht von Süden kommenden Zügen das Wenden. Im Regelbetrieb wird sie nicht benötigt.

## Linien
| Linie | Verlauf | Takt |
| ----- | --- | --- |
| 1     | Langenhagen – Berliner Platz – Büttnerstraße – Niedersachsenring – Hauptbahnhof – Kröpcke – Aegidientorplatz – Altenbekener Damm – Peiner Straße – Bothmerstraße – Laatzen/Eichstraße (Bahnhof) – Laatzen/Zentrum – Laatzen – Rethen/Pattenser Straße – Gleidingen – Heisede – Sarstedt                                                                            | 10 min (Langenh.–Laatzen werktags) 15 min (Langenh.–Laatzen sonn-/feiertags) 20 min (Laatzen–Sarstedt werktags) 30 min (Laatzen–Sarstedt sonn-/feiertags) |
| 2     | Alte Heide – Bahnstrift – Vahrenheider Markt – Büttnerstraße – Niedersachsenring – Hauptbahnhof – Kröpcke – Aegidientorplatz – Altenbekener Damm – Peiner Straße – Bothmerstraße – Laatzen/Eichstraße (Bahnhof) – Laatzen/aquaLaatzium – Laatzen/Ginsterweg – Rethen – Gleidingen                                                                                  | 10 min (Alte Heide–Peiner Str werktags) 20 min (Peiner Str–Gleidingen werktags) 15 min (sonn-/feiertags)                                                  |
| 3     | Altwarmbüchen – Paracelsusweg – Noltemeyerbrücke – Vier Grenzen – Lister Platz – Hauptbahnhof – Kröpcke – Markthalle/Landtag – Waterloo – Allerweg – Bahnhof Linden/Fischerhof – Wallensteinstraße – Mühlenberger Markt – Wettbergen | 10 min (werktags) 15 min (sonn-/feiertags) |
| 4     | Garbsen – Auf der Horst – Marienwerder/Wissenschaftspark − Freudenthalstraße – Bahnhof Leinhausen – Herrenhäuser Gärten – Leibniz-Universität – Königsworther Platz – Steintor – Kröpcke – Aegidientorplatz – Marienstraße – Braunschweiger Platz – Clausewitzstraße – Kantplatz – Nackenberg – Bahnhof Karl-Wiechert-Allee – Medizinische Hochschule – Roderbruch | 10 min (werktags) 15 min (sonn-/feiertags) |
| 5     | Stöcken – Freudenthalstraße – Bahnhof Leinhausen – Herrenhäuser Gärten – Leibniz-Universität – Königsworther Platz – Steintor – Kröpcke – Aegidientorplatz – Marienstraße – Braunschweiger Platz – Clausewitzstraße – Kantplatz – Nackenberg – Tiergarten – Anderten                                                                                               | 10 min (werktags) 15 min (sonn-/feiertags) |
| 6     | Nordhafen – Hainhölzer Markt – Bahnhof Nordstadt – An der Strangriede – Christuskirche – Steintor – Kröpcke – Aegidientorplatz – Marienstraße – Braunschweiger Platz – Kinderkrankenhaus auf der Bult – Brabeckstraße – Kronsberg – Messe/Ost (EXPO-Plaza) | 10 min (werktags) 15 min (sonn-/feiertags) |
| 7     | Misburg – Schierholzstraße – Paracelsusweg – Noltemeyerbrücke – Vier Grenzen – Lister Platz – Hauptbahnhof – Kröpcke – Markthalle/Landtag – Waterloo – Allerweg – Bahnhof Linden/Fischerhof – Wallensteinstraße – Mühlenberger Markt – Wettbergen | 10 min (werktags) 15 min (sonn-/feiertags) |
| 8     | (Dragonerstraße –) (nur HVZ) Hauptbahnhof – Kröpcke – Aegidientorplatz – Altenbekener Damm – Peiner Straße – Bothmerstraße – Stadtfriedhof Seelhorst – Am Mittelfelde – Messe/Nord | 10 min (werktags) 15 min (sonn-/feiertags) |
| 9     | Hauptbahnhof – Kröpcke – Markthalle/Landtag – Waterloo – Schwarzer Bär – Lindener Marktplatz – Empelde | 10 min (werktags) 15 min (sonn-/feiertags) |
| 11    | Haltenhoffstraße – An der Strangriede – Christuskirche – Steintor – Kröpcke – Aegidientorplatz – Marienstraße – Braunschweiger Platz – Clausewitzstraße – Hannover Congress Centrum – Zoo | 10 min (werktags) 15 min (sonn-/feiertags) |
| 12    | Ahlem – Brunnenstraße – Leinaustraße – Am Küchengarten – Glocksee – Waterloo – Markthalle/Landtag – Kröpcke – Hauptbahnhof | Nachtsternverkehr: 60 min (fr–sa) |
| 13    | Fasanenkrug – Noltemeyerbrücke – Vier Grenzen – Lister Platz – Hauptbahnhof – Kröpcke – Markthalle/Landtag – Waterloo – Allerweg – Bahnhof Linden/Fischerhof – Wallensteinstraße – Hemmingen | 10 min (werktags) 15 min (sonn-/feiertags) |